# Laopo-Kuchen

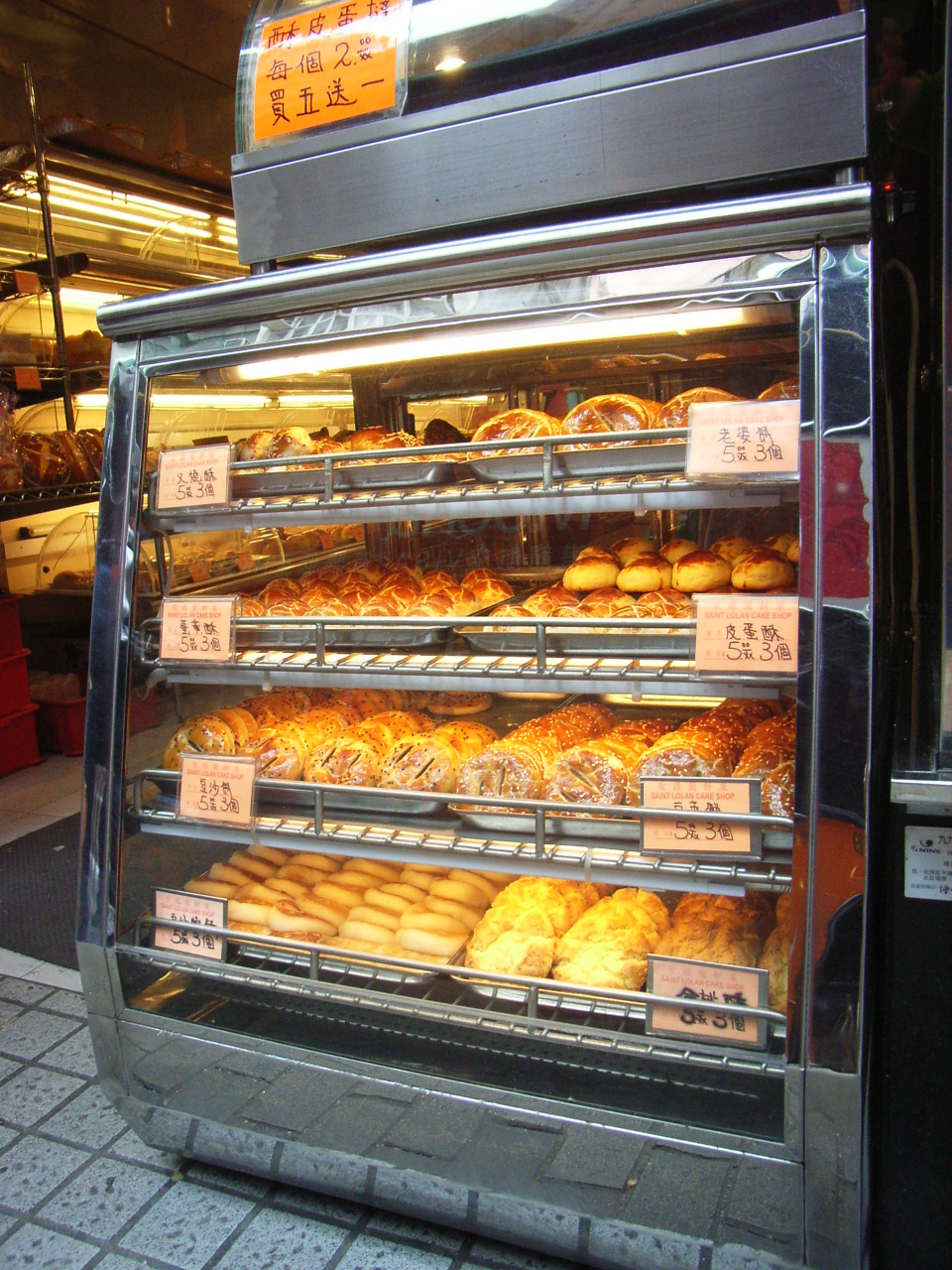
Laopo-Kuchen ist ein traditioneller Kuchen aus der Provinz Guangdong, China

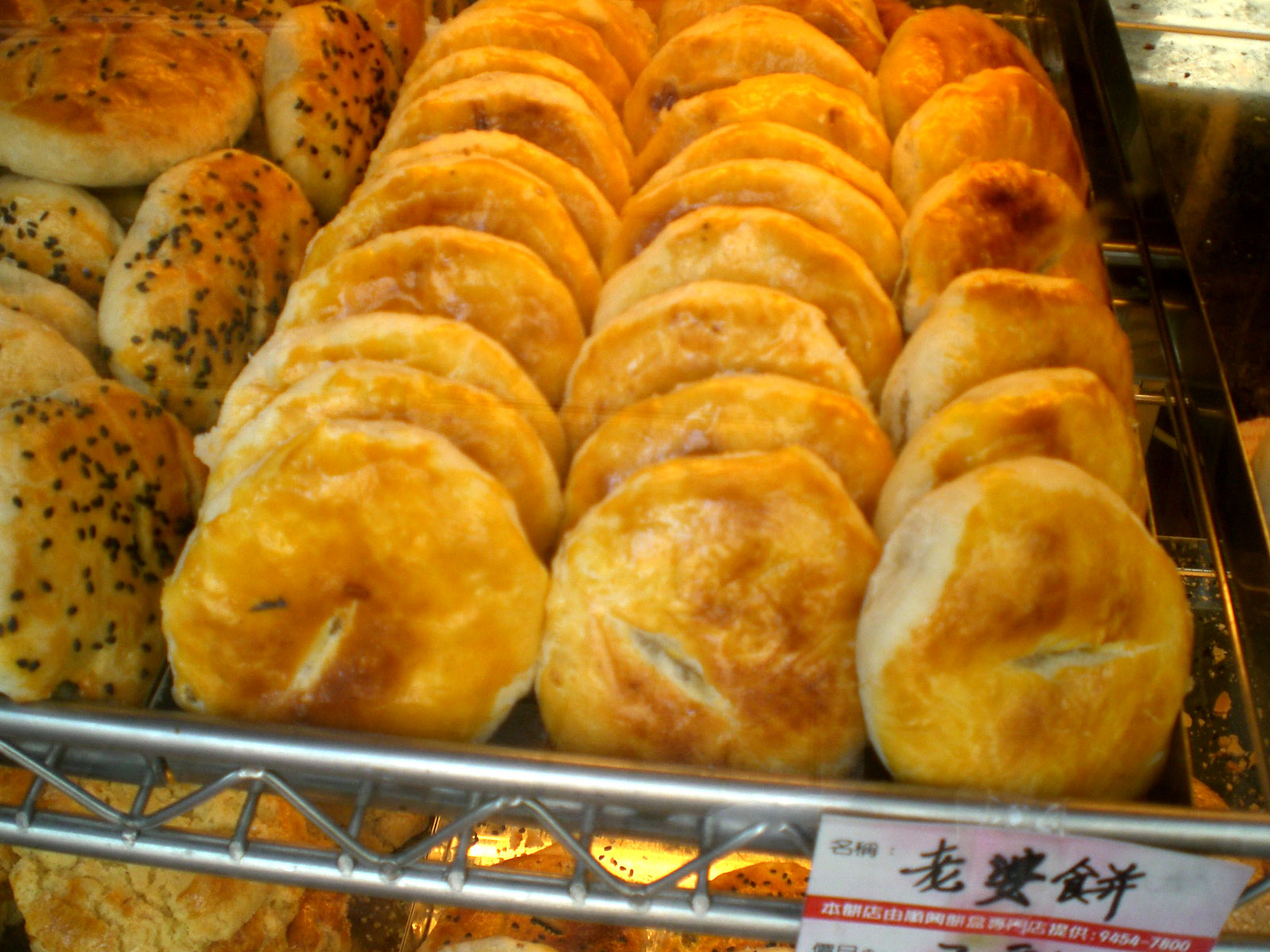
Laopo-Kuchen in Hongkong

Laopo-Kuchen (Ehefrau-Kuchen; chinesisch 老婆餅, Pinyin Lǎopó bǐng) ist ein mit Wachskürbis und Klebreis gefüllter, kreisförmiger, kantonesischer Kuchen; die Füllung des Kuchens wird mit Zucker gewürzt.

## Ursprung
Es gibt verschiedene Ursprünge des Laopo-Kuchens. So soll es früher ein wohlhabendes Ehepaar in China gegeben haben. Die Ehefrau backte die knusprigen Kuchen mit Füllung aus Wachskürbis zu Hause, ihr Mann verkaufte sie dann auf dem Markt. Die Kuchen waren so beliebt, dass der Mann den Kuchen einen Namen mit „Laopo“ (Laopo ist Chinesisch und bedeutet Ehefrau) gab, weil die Kuchen von seiner Frau gebacken wurden.